# إي. برنارد جوردن
إي. برنارد جوردن (بالإنجليزية: E. Bernard Jordan)‏ هو كاتب أمريكي، ولد في 11 يونيو 1959.